# Rum, Madžarska
Rum je vas na Madžarskem, ki upravno spada pod podregijo Szombathelyi Železne županije.